# Gerald Schmickl
Gerald Schmickl (* 1961) ist ein österreichischer Romanautor und Journalist.
Der leitende Redakteur der Wiener Zeitung studierte Philosophie und Soziologie an der Universität Wien (Abschluss Magister) und gab jahrelang gemeinsam mit Hermann Schlösser das „Extra“, die von Thomas Pluch gegründete Feuilletonbeilage der Wiener Zeitung heraus. Schmickl ist auch als Roman- und Sachbuchautor hervorgetreten.

## Werke (Auswahl)
- Alles, was der Fall ist. Roman, Wien (Deuticke) 1994
- Reizende Welt. Wie man mit Allergien leben kann. Sachbuch. Reinbek bei Hamburg (Rowohlt) 1999
- Zweiter Durchgang. Roman. Wien (Deuticke) 2003
- Lob der Leichtigkeit. Essays. Wien (Edition Atelier) 2011